# Reichsmark
O Reichsmark (alemão: [ˈʁaɪçsˌmaʁk] (escutarⓘ); símbolo: ℛℳ) foi a moeda oficial na Alemanha de 1924 até 20 de junho de 1948, quando foi substituída pelo Marco Alemão.

## História
O Reichsmark foi introduzido em 1924 como um substituto permanente para o Papiermark. Isso foi necessário devido à inflação alemã da década de 1920, que atingiu seu pico em 1923. A taxa de câmbio entre o antigo Papiermark e o Reichsmark era de 1 ℛ︁ℳ︁ = 10¹²ℳ︁ (um trilhão em inglês americano e francês, um bilhão em alemão e outras línguas europeias e inglês britânico da época; veja escala longa e curta). Para estabilizar a economia e suavizar a transição, o Papiermark não foi substituído diretamente pelo Reichsmark, mas pelo Rentenmark, uma moeda provisória apoiada pelo Deutsche Rentenbank, que possuía ativos imobiliários industriais e agrícolas. O Reichsmark foi colocado no padrão-ouro na taxa usada anteriormente pelo marco alemão, com o dólar americano valendo 4,20 ℛ︁ℳ︁.

### Segunda Guerra Mundial
Com a anexação do Estado Federal da Áustria pela Alemanha em 1938, o Reichsmark substituiu o xelim austríaco. Durante a Segunda Guerra Mundial, a Alemanha estabeleceu taxas de câmbio fixas entre o Reichsmark e as moedas dos países ocupados e aliados, frequentemente definidas de modo a dar benefícios econômicos aos soldados alemães e contratados civis, que recebiam seus salários em moeda local.

### Pós-guerra
Após a Segunda Guerra Mundial, o Reichsmark continuou a circular na Alemanha, mas com novas notas (Marcas de Ocupação Aliadas) impressas nos EUA e na Zona Soviética, bem como com moedas (sem suásticas). A inflação nos meses finais da guerra reduziu o valor do Reichsmark de 2,50 ℛ︁ℳ︁ = $1US para 10 ℛ︁ℳ︁ = $1US e uma economia de escambo surgiu devido à rápida depreciação. O Reichsmark foi substituído pelo Deutsche Mark a uma taxa de 10:1 (1:1 para dinheiro e contas correntes) em junho de 1948 na Trizona e mais tarde no mesmo ano pelo marco da Alemanha Oriental na Zona de Ocupação Soviética (coloquialmente também "Ostmark", desde 1968 oficialmente "Mark der DDR"). A reforma monetária de 1948 sob a direção de Ludwig Erhard é considerada o início da recuperação econômica da Alemanha Ocidental; no entanto, o plano secreto para introduzir o marco alemão na Trizona foi formulado pelo economista Edward A. Tenenbaum do governo militar dos EUA e foi executado abruptamente em 21 de junho de 1948. Três dias depois, a nova moeda também substituiu o Reichsmark nos três setores ocidentais de Berlim. Em novembro de 1945, o Reichsmark foi substituído pelo Segundo xelim austríaco na Áustria. Em 1947, o marco do Sarre, mais tarde substituído pelo franco do Sarre, foi introduzido no Sarre.

## Notas

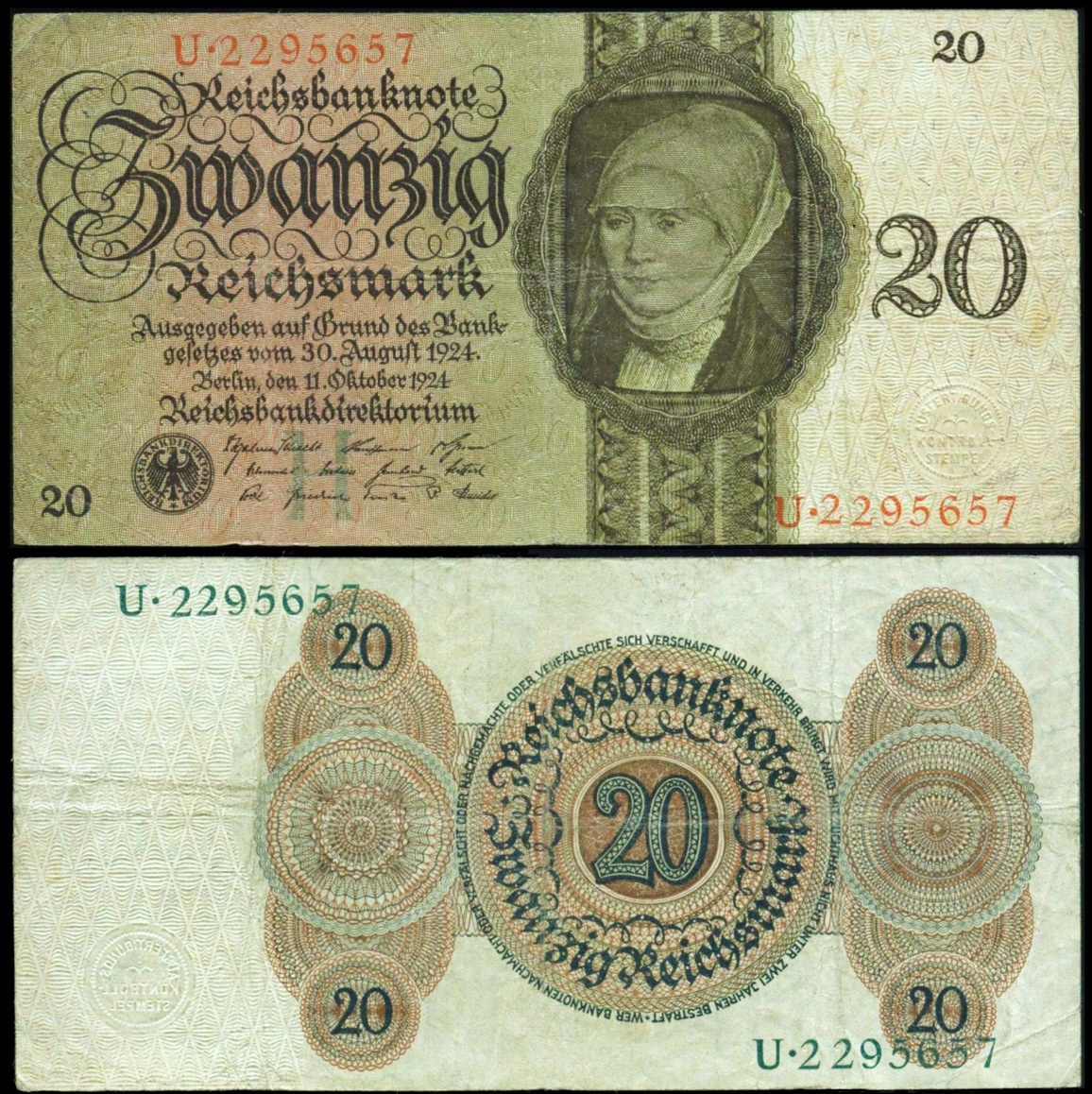
20 RM, 1924
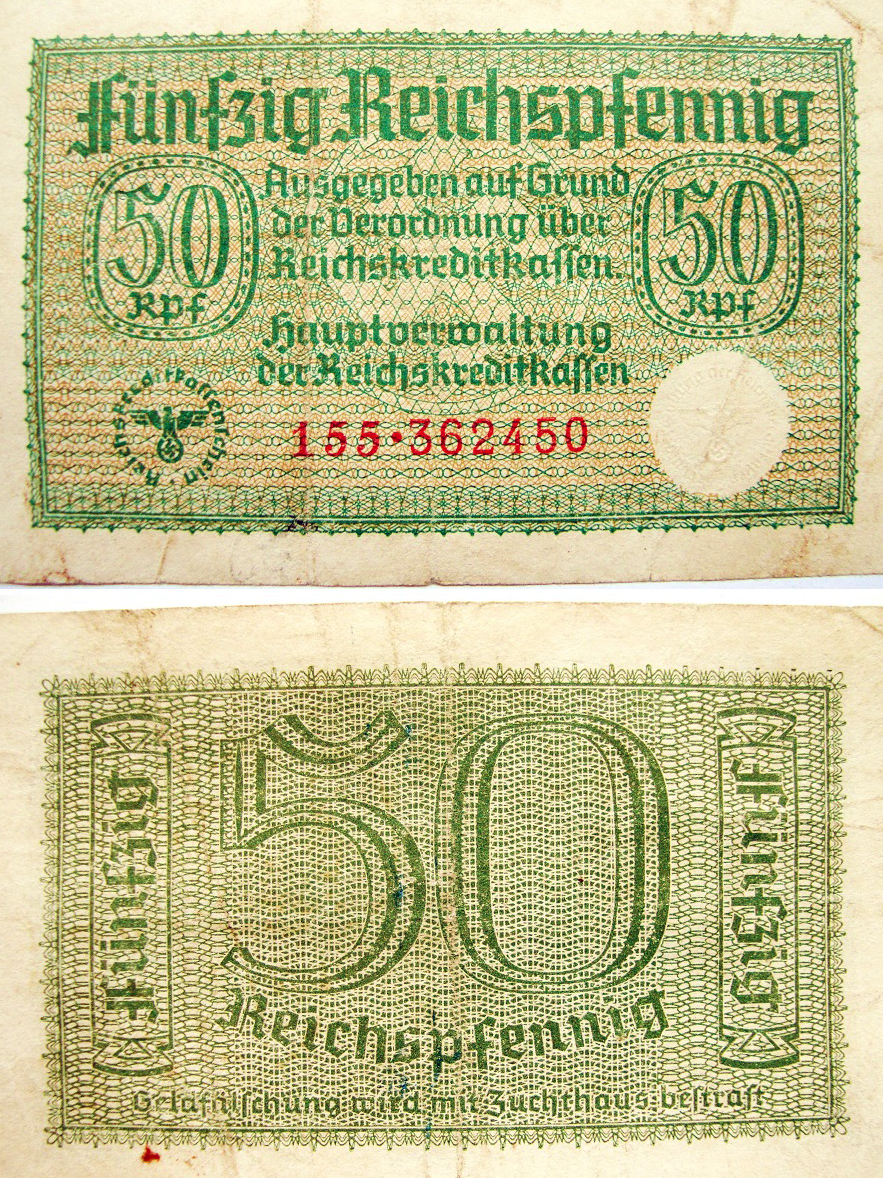
50 Rpf, 1938–1945
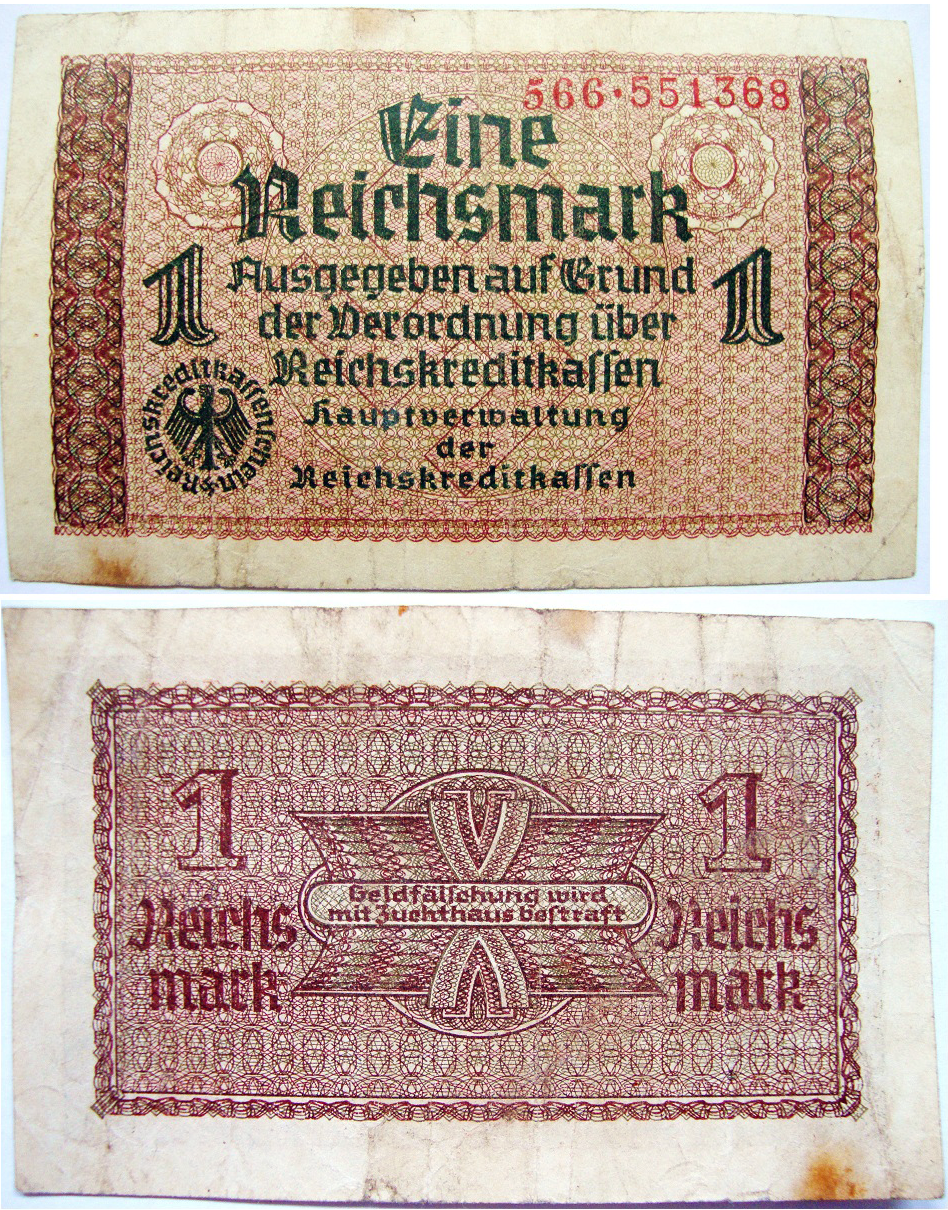
1 RM, 1938–1945
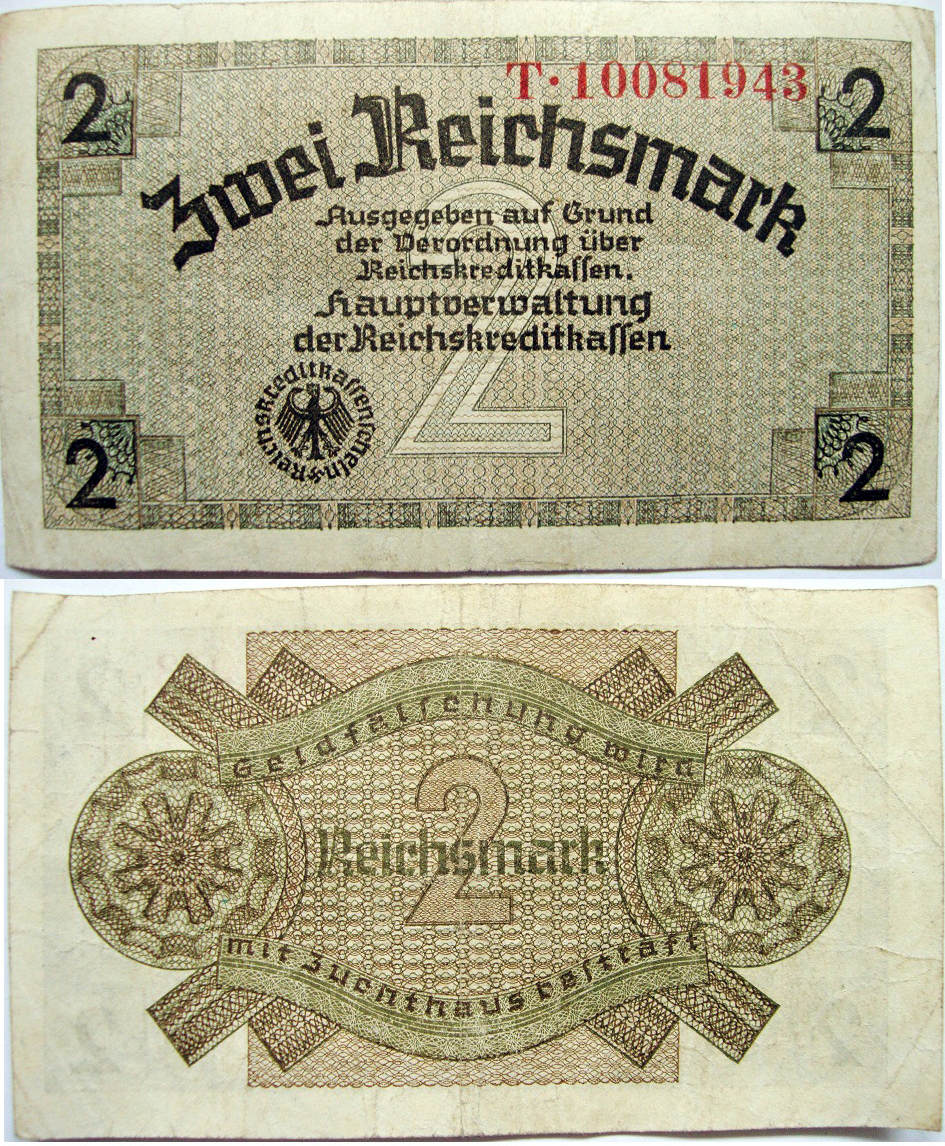
2 RM, 1938–1945
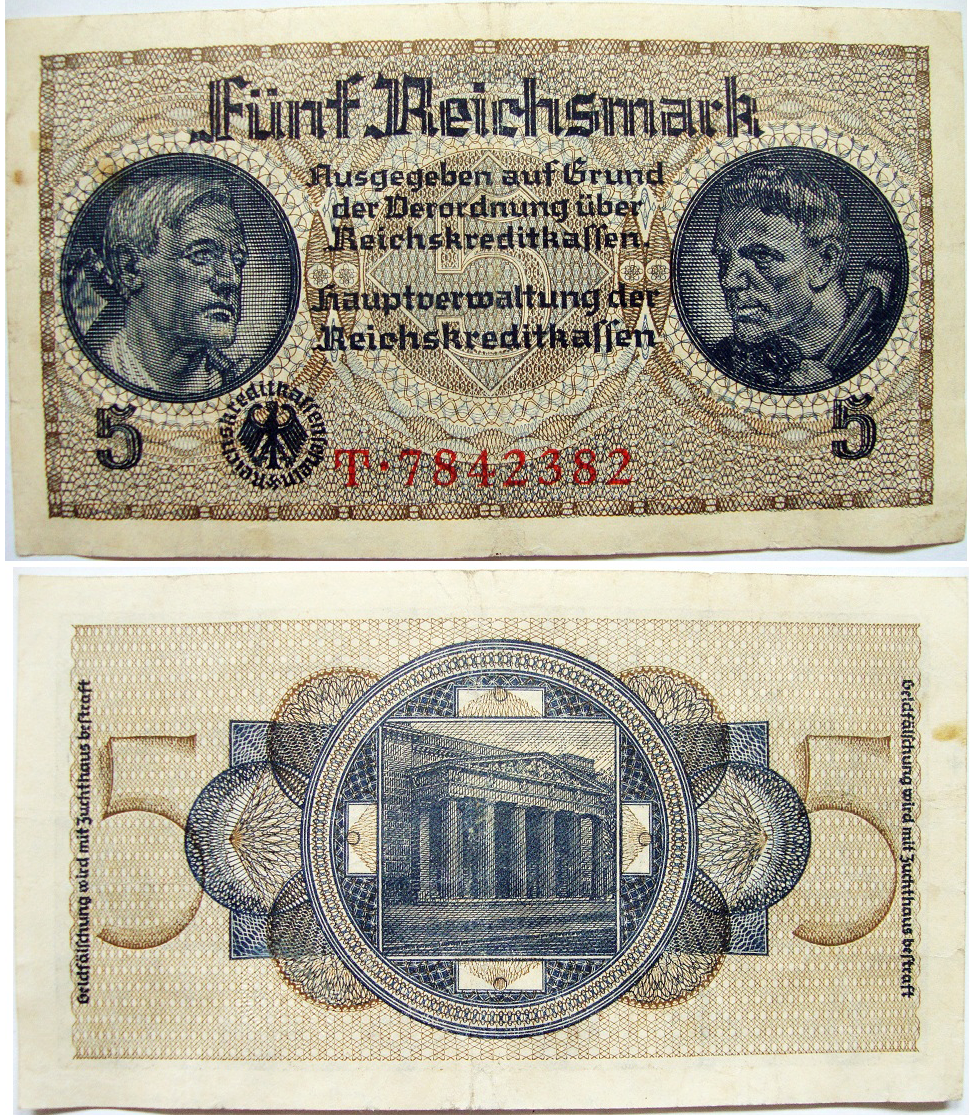
5 RM, 1938–1945
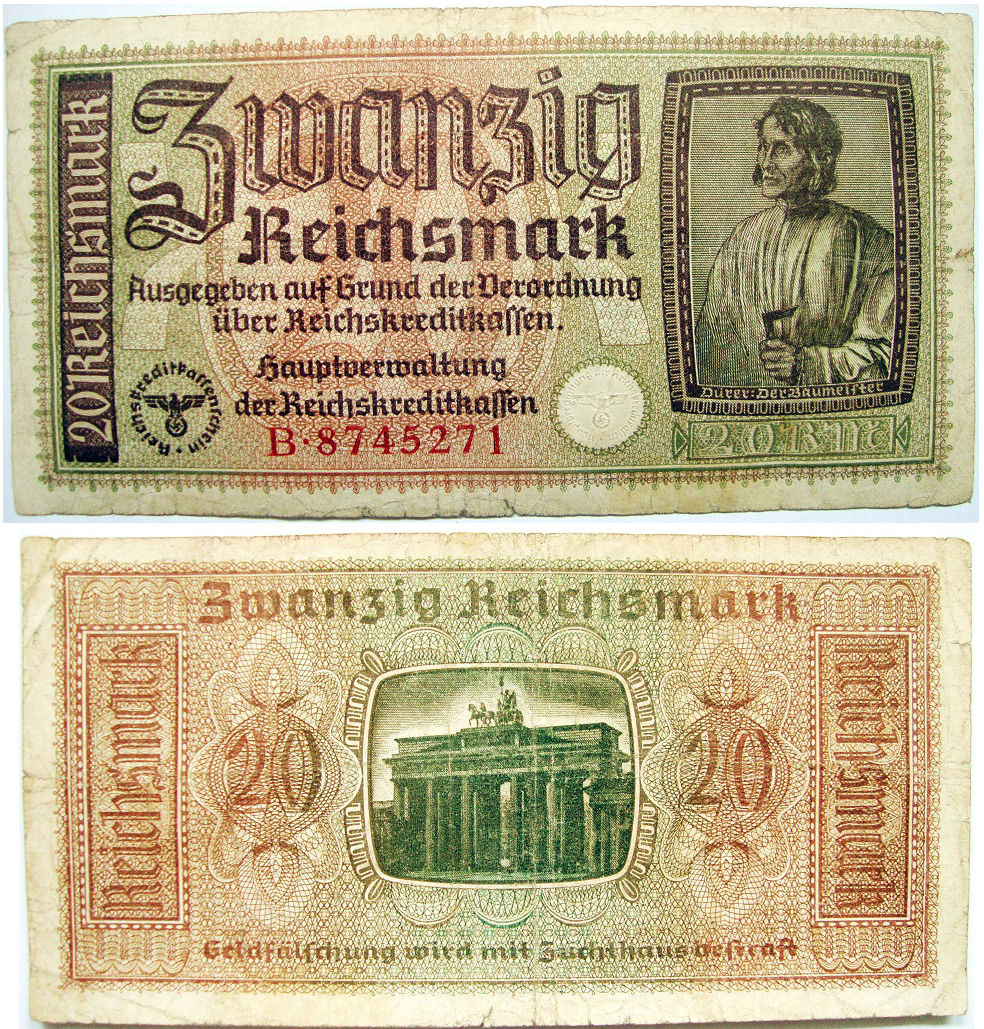
20 RM, 1938–1945
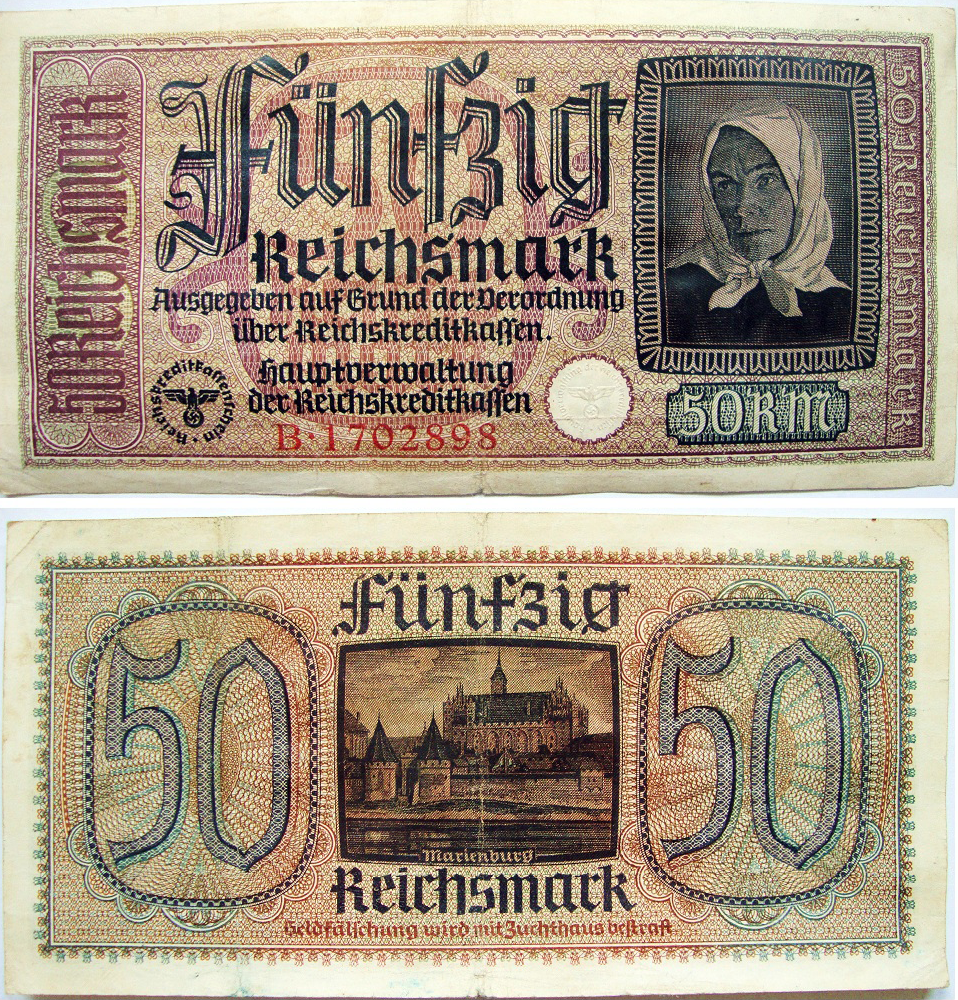
50 RM, 1938–1945